# عباس مراد
عباس مراد (22 نوفمبر 1970 -)، ممثل ومخرج كويتي.

## حياته الفنية
بداية دخوله المجال الفني خلال مسرح الطفل في عام 1992 خلال مسرحية غرفة بلا نوافذ، قدم بعد ذلك العديد من الأعمال سوأ في المسرح أو التلفزيون.

## أعماله

### من المسلسلات
- ((1993)) - ((مسلسل قاصد خير)) في دور مندوب المحكمة
- ((1994)) - ((مسلسل عيال قرية))
- 1999 - مسرحيات 2000
- ((2000)) - ((مسلسل سوق المقاصيص)) كومبارس طبيب الحلقة الرابعة.
- ((2000)) - ((مسلسل الخطر معهم الجزء الأول)) الحلقة الثامنة
- 2001 - بقدر ما تحمله النفوس.
- 2002 - الجعدة.
- 2002 - لعبة القدر.
- 2002 - العضب.
- 2002 - البيت الجديد.
- 2004 - الاخطبوط.
- 2004 - وبعد.
- 2004 - زماني على كيفي.
- 2005 - بريق المال.
- 2005 - البوية.
- 2007 - عرس الدم.
- 2008 - سقوط الأقنعة.
- 2009 - أشياء لا تشرى.
- 2010 - الشمس تشرق مرتين.
- 2012 - طاح الجمل.

### من المسرحيات
- 1992 - غرفة بلا نوافذ.
- 1993 - رنين في الغابة.
- 1993 - الذئب والعنزات الثلاث.
- 1995 - بشت المدير.
- ((1996)) - ((مسرحية الأطفال الديناصور))
- 1997 - الغجرية والأحدب.
- 1997 - نبيك تفوز.
- 2001 - اه يا درب الزلق.

#### تأليف
- 2001 - آه يا درب الزلق.

#### إخراج
- 1997 - نبيك تفوز.
- 2000 - الخطر معهم - الجزء الأول.
- 2001 - اه يا درب الزلق.

## وصلات خارجية
- عباس مراد على موقع قاعدة بيانات الأفلام العربية